# 感知器 (變形金剛)
感知器又称感教授或小感（Perceptor），是變形金剛(Transformers)系列作品中的一個角色，多次登場在不同作品中。通常是博派(Autobot)的成員之一，職位是科學家，大部分作品中變形成顯微鏡，並且以深紅色和淺藍色為配色主色調。

## G1動畫
在G1動畫中，感知器是博派中的幾位科學家之一，可以變形成顯微鏡跟戰車，但他鮮少參與戰鬥，反而熱中於研究，對知識有近乎無限的渴求，不斷進行對地球環境與變形金剛間的互相影響。
當他變形成光学显微镜可将物体放大10000倍，作为电子扫描显微镜可将物体放大一百万倍，数据存储能力仅次柯博文(Optimus Prime)，熟知各种科学技术，其技術之優越受到狂派(Decepticon)的承認，因此當密卡登(Megatron)某次被少見的病毒感染時，便命令首先千方百計將感應者綁架去狂派基地替他治療，甚至利用感應者對科學的狂熱吸引他去分析這種病毒並且治癒密卡登，但密卡登也藉由感知者把病毒傳回到博派，所幸感應者早把治療方式存在腦部數據庫。
在1986年的《變形金剛大電影》(Transformers: The Movie)中出場，但還是無法挽救柯博文的生命。

## 變形金剛進化版(Transformers: Animated)
在本作中感應者是賽博坦最高議會的成員之一，用類似電子音效產生器的方式說話，以致敬知名天文物理學家霍金。為了追求科學移除了自己的感情。造型上接近其G1動畫中的造型。

## 變形金剛：天元戰爭三部曲(Transformers: Prime Wars Trilogy)
在第二部《泰坦回歸》中登場。本作中的感應者在外型上非常貼近G1動畫，個性上也相對接近，是一個為了科學有點不顧一切的科學家。變形成顯微鏡時，其鏡筒可以讓其他成員使用，也可以當作望遠鏡。由威爾‧惠頓(Will Wheaton)聲演。
剛開始出場在研究天王星的屍體，之後跟隨風刃(Windblade)等人前去尋找傳奇泰坦─福特巨人(Fortress Maximus)。
配合其出場而有推出玩具，但是該豪華戰將級(Deluxe Class)玩具卻是一名頭領戰士，其頭部由小型變形金剛組成，但感應者在動畫中未展現過此能力。

## 變形金剛：賽博坦傳奇(Transformers: Cyberverse)
在2018播放到2021的變形金剛賽博坦傳奇中，感應者在第一季目送柯博文和大黃蜂(Bumblebee)一行人前往尋找火種源(Allspark)，之後僅在回憶畫面中出現，直到第三季開始戲份吃重。在和克羅米亞(Chromia)一起被狂派囚禁時遙控自己的右眼鏡片突破雷射監獄，但也造成自己失明，不過還是可以依靠肩膀上的感應裝置感知周遭資訊。甚至在可以用腳步聲判別來者、即使是第一次聽見其腳步聲的人。
在第三季大戰後，成為少數沒有被昆特紗人控制的變形金剛，並在一起對抗昆特紗人的過程中和狂派成員重擊(Clobber)、封鎖(Dead End)等人成為朋友，並在麥卡丹(Maccadam)的協助下，最後成功想出方法、救出所有被困在遊行幻覺中的人。最後在麥卡丹犧牲後，代替其經營麥卡丹的酒吧─麥克老爹熱油吧(Maccadam's Old Oil House)。
在本作中由傑瑞米‧李維(Jeremy Levy)聲演，和大黃蜂、旋刃(Whirl)、天火(Jetfire)、共用同一名配音員。